# Ясен (област Плевен)
Вижте пояснителната страница за други значения на Ясен.
Я̀сен е село в Северна България. То се намира в община Плевен, област Плевен.

## География
Село Ясен е географското средище на територията между трите града- общински центрове – Плевен, Долни Дъбник и Долна Митрополия. През него минава главния път Плевен – София и жп линията Варна – София.

## История
Първите исторически данни за селото датират от 1826 г., когато по тези места се заселват преселници от балканска махала в Тетевенско. Те се спуснали по течението на р. Вит към Дунава, за да намерят подходяща земя – място за заселване, за препитание, и за да са по-далече от върлуващите по това време разбойнически шайки из Балкана. Тук заселниците прекосяват реката и заживяват в землянки в стръмния склон на р. Вит. Те били скотовъдци – отглеждали крави, магарета, овце и кози. Недалеч минавал главният път през Северна България от София за Плевен. През годините до края на IX век селото няколко пъти сменя мястото си и наименованието си – „Пали лула“/защото минаващи пътници се отбивали в селцето на почивка да палнат по лула/, малко подигравателното „Плъзи гъз“/, защото от стръмния склон със землянки до реката се слизало най-лесно с плъзгане".
По време на Руско–турската освободителна война селцето било в огнения обръч на щестмесечната обсада на Плевен. До селото се намира историческият мост, на който на 28 ноември/10 декември 1877 г. Осман паша предава сабята си и признава своята капитулация. Сега на това място на десния бряг на р. Вит се издига паметник на загиналите при превземането на гр. Плевен руски, румънски, финладски и др. воини, а на главния път София-Плевен точно пред с. Ясен е паметника „Предаването на Осман паша“

## Културни и природни забележителности
Училище „Св. св. Кирил и Методий“ отваря врати през 1883 г., а от 1921 г. става прогимназия и влиза в специално построена от всички жители на селото сграда. През 1974 г. то е настанено в нова четириетажна сграда, в която се помещава и сега.
Детска Градина „Малина“, създадена през 1969 г, е обновена, естетически оформена , просторна, в която се отглеждат, възпитават и обучават децата от селото.  
Читалище „Просвета-Ясен“ е създадено през 1923 г. от родолюбиви жители и развива богата културна и просветна дейност. В Ясен се намира единственият по рода си тютюнев завод за обработка на едролист тютюн в страната. Изграждането на железопътната линия София-Варна започва от с. Ясен. Селото се намира в средата и така линията се изгражда в двете посоки.

## Редовни събития
Всяка година на Ивановден в селото обикаля Кьорвата кобила – шествие от маскирани мъже, които влизат по къщите и играят на двора да гонят „злото“. Маскираните мъже представляват „булка“ и „младоженец“, стара баба с бебе, „стражар“ и „конски доктор“, просяк и поп. Главната роля в маскарада е на „Кьорвата кобила“ – кон, направен от подръчни материали и дървена глава.
На 11 април 2009 г./събота/ девойчетата от Групата за автентичен фолкллор при НЧ „Просвета – Ясен“ обиколиха селото с обичая „Лазаруване“. Водени от кумица и шаталка, нагиздени с местни носии, те огласиха улиците и дворовете със своите песни – „Утре е цветна Цветница, днес се Лазар празнуйе“. Навсякъде посрещнати с радост и умиление, момичетата събраха яйца и подаръци.
На 3 и 4 септември 2011 г. в с. Ясен ще се проведе за първи път Национален фестивал под наслов „Традицията среща бъдещето“.
На 26 и 27 май 2012 г. се провежда второто издание на фестивала „Традицията среща бъдещето“.

## Личности
В с. Ясен е роден известният български поет и преводач от испански Александър Муратов, в него живее и твори и поетът Хинко Георгиев.
1. ↑  www.grao.bg